# Giulia Ronchetti Angelucci
Giulia Ronchetti Angelucci (1790–1818) var en italiensk operasångerska.
Hon var ledamot av Academia Filarmonica i Bologna. Hon var engagerad vid Operan i Stockholm under 1808-1810. Hon framträdde endast två gånger under sin engagemang i Sverige: vid Hovkapellets konsert i Riddarhuset 1808, och vid en enda operaföreställning på Operan 1810. Under sitt svenska engagemang ansågs hon vara dålig som aktör men skicklig som vokalist. 

## Roller
| År   | Roll     | Produktion | Regi | Teater                  |
| ---- | -------- | ---------- | ---- | ----------------------- |
| 1810 | Griselda | Griselda   |      | Gustavianska operahuset |